# Sliver
För musiksingeln av Nirvana, se Sliver (singel).
Sliver är en amerikansk thrillerfilm från 1993 i regi av Philip Noyce.

## Handling
En ung framgångsrik företagskvinna, Carly Norris (Sharon Stone), skaffar sig en lägenhet i en lyxig skyskrapa i New York men får snart veta att den tidigare hyresgästen föll ner från balkongen och avled under mystiska omständigheter. Hennes grannar möter samma mystiska öde, en efter en och Carly börjar misstänka att mördaren finns i huset. Kan det vara den mystiske författaren Jack (Tom Berenger) eller hennes nyfikne hyresvärd Zeke (William Baldwin) som hon har inlett en kärleksaffär med?

## Rollista (urval)
| Sharon Stone    | – Carly Norris   |
| William Baldwin | – Zeke Hawkins   |
| Tom Berenger    | – Jack Landsford |
| Polly Walker    | – Vida Warren    |
| Colleen Camp    | – Judy Marks     |
| Amanda Foreman  | – Samantha Moore |
| Martin Landau   | – Alex Parsons   |

## Om filmen
Filmen är baserad på en roman av Ira Levin från 1991 med samma titel. Filmmusiken Carly's Song med musikgruppen Enigma är skriven och producerad av Michael Cretu.